# The Fighting Parson (film 1930)
The Fighting Parson è un cortometraggio statunitense del 1930, diretto da Charley Rogers e Fred L. Guiol, con Harry Langdon. 

## Trama
Gran parte degli abitanti di una cittadina del vecchio West sta aspettando con impazienza, nel saloon, l'annunciato arrivo del nuovo parroco, noto come il prete combattente.
Ma la diligenza sulla quale viaggiava il religioso è stata fatta oggetto di un'imboscata, e al villaggio giunge un suonatore di banjo, che gli abitanti scambiano per il parroco atteso.
Il suonatore di banjo stupisce gli astanti con le sue maniere poco ieratiche, ed alla fine ingaggia un incontro di boxe (leggermente truccato) con un bellimbusto che aveva importunato una ragazza, riuscendo a sconfiggerlo.